# Верхньоновокутлумбетьєво
Ве́рхньоно́вокутлумбе́тьєво (рос. Верхненовокутлумбетьево) — село у складі Матвієвського району Оренбурзької області, Росія.

## Населення
Населення — 257 осіб (2010; 346 у 2002).
Національний склад (станом на 2002 рік):
- татари — 95 %